# Ancient Evil: Scream of the Mummy
Ancient Evil: Scream of the Mummy è un film del 1999 diretto da David DeCoteau. Il film è conosciuto anche col titolo Bram Stoker's Legend of the Mummy 2.

## Trama
Sei studenti trascorrono la loro estate aiutando il loro professore in alcuni scavi archeologici. Nelle rovine di un tempio antico essi rivengono un'antica mummia. La felicità per la scoperta si trasforma ben presto in puro terrore quando la mummia si risveglia dal suo sonno in cerca di vendetta.
Durante una campagna di scavi in Messico viene scoperta un'antica piramide azteca dedicata al dio della pioggia Tlaloc al cui interno, oltre a numerosi manufatti, è presente una mummia perfettamente conservata. Mummia e reperti vengono trasportati ad una università negli Stati Uniti per essere sottoposti a studi. Essendo estate l'università è deserta salvo per la presenza di sei studenti di archeologia e del loro professore.
Uno degli studenti ruba un amuleto dal polso della mummia e lo regala ad una ragazza del gruppo della quale è innamorato. Un altro studente, discendente di sacerdoti aztechi, ha bisogno dell'amuleto per compiere una cerimonia al dio Tlaloc. Questo studente risveglia la mummia e la invia alla ricerca dell'amuleto. La mummia inizia ad uccidere chiunque si mette sulla sua strada.
Gli altri studenti vengono a conoscenza che il rituale di Tlaloc potrebbe essere estremamente distruttivo e si alleano per cercare di distruggere la mummia, ma finiranno uno dopo l'altro con l'essere da essa uccisi. Lo studente sacerdote poi sceglie una delle studentesse come vittima sacrificale a Tlaloc ma l'unico studente sopravvissuto giunge in tempo a salvarla e a fermare il rituale.

## Produzione
Il film è stato girato in Messico in quattro giorni.
Nonostante la mummia sia azteca sulla copertina del DVD compaiono le piramidi di Giza.

## Sequel
Nel 2005 il regista D.W. Kann ne ha realizzato un sequel solo nominale dal titolo Ancient Evil 2: Guardian of the Underworld.